# Lettres des Jeux olympiques
Lettres des Jeux olympiques est une correspondance entre le journaliste et homme politique français Charles Maurras et Gustave Janicot, rédacteur en chef de La Gazette de France écrite entre le 8 avril et 3 mai 1896. Les lettres sont ensuite recueillies en 1901 dans le livre Anthinéa.

## Présentation

### Contexte
Du 6 au 15 avril 1896, les premiers Jeux olympiques modernes ont lieu à Athènes, à l'initiative de Pierre de Coubertin. Du 8 avril au 3 mai 1896, La Gazette de France missionne le jeune journaliste Charles Maurras pour couvrir l'événement. Les lettres sont publiés dans le journal du 15 au 22 avril 1896.

### Composition
Les Lettres des Jeux olympiques comportent six missives. La première est écrite depuis la mer ionienne, les cinq autres depuis Athènes.

### Analyse
Alors que les Jeux olympiques ont déjà commencé, Charles Maurras envoie une première lettre à Paris qu'il écrit sur le navire sur lequel il a embarqué depuis Marseille. La lettre intitulée « Notre Mer » est un hommage à la mer Méditerranée, berceau de la civilisation gréco-romaine.

« Fasciné par le bleu azur de la Méditerranée les battements de son cœur s'accélèrent à l'approche de l'épicentre du monde classique ; le vent qui soufflait autour du bateau ne pouvait porter d'autre nom que Zéphyr. Enfin, le Péloponnèse se découpait à l'horizon : « Chers amis de France, si vous saviez combien out cela nous est fraternel ! » Ainsi s'achevait cette première lettre datée du 15 avril. »

— Wolf Lepenies
Sitôt arrivé aux Jeux, Charles Maurras relativise le succès des sportifs allemands : « C'est qu'ils n'avaient point de concurrents français devant eux ». Maurras ne s'intéresse pas tellement au sport, qu'il juge « trop anglo-saxon à son goût ». Maurras craignait que les Jeux soient détournés en un « cosmopolitisme sportif » mais ses peurs s'estompent lorsqu'il remarque « l'enthousiasme du peuple grec pour le pâtre Spiridon Louïs, vainqueur dans l'épreuve du marathon, ainsi que le patriotisme bon enfant et bruyant des yankees ».

## Conséquences
Maurras revient profondément bouleversé par son voyage en Grèce dont il tire plusieurs enseignements rapportés dans Anthinéa et Les Vergers de la mer. D'après lui, rien ne surpasse « l'harmonie établie dans les arts par la Grèce classique (VIe – IVe siècle avant Jésus-Christ) » qui aurait été reproduite durant le Grand Siècle en France. Toutefois, cette harmonie reste fragile en vertu de « l'état de décadence dans lequel est tombée la Grèce », produit de la démocratie. Maurras étend ce constat à la France, qui n'aurait cessé « cessé de reculer sur les terres comme sur les mers depuis qu'a été balayé l'Ancien Régime et, avec lui, la politique étrangère équilibrée et souveraine des Capétiens, qui ne dépendaient pas de telle ou telle majorité parlementaire pour choisir leurs alliés et leurs guerres ». Il conclut que les régimes monarchiques voisins se portent bien mieux parmi lesquels l'Angleterre victorienne, l'empire austro-hongrois, le Reich unifié, l'Italie et l'Espagne. Se basant sur ces exemples, il en revient convaincu que le régime monarchique rend plus fortes les nations qui l'adoptent.
Charles Maurras publie ses lettres dans son ouvrage Anthinéa en 1901.